# Sverigeparabolen
Sverigeparabolen var en liten parabolantenn med relativt enkel satellitmottagare lanserad av Kinnevik under vintern och våren 1995. Med denna kunde innehavarna ta emot de okodade PAL-sändningarna av TV3, TV4, Kanal 5, TV6, ZTV och TVG. När Kinnevik den 31 januari 1996 övergick till att sända kanalerna krypterade i Eurocrypt och D2MAC ledde detta till omfattande protester.